# Саксонская тройка
«Саксо́нская тро́йка» (она же «Кра́сная саксо́нская тро́йка»; нем. Sachsendreier) — филателистическое название первой почтовой марки королевства Саксония 1850 года. Относится к бандерольным маркам. Является второй в истории (после «Чёрной единицы») почтовой маркой, появившейся на немецкой земле.

## Описание и история
Номинал марки — 3 пфеннига — соответствовал почтовому сбору за доставку газет.
Миниатюра красного цвета, в центре помещена крупная цифра номинала. Фактически, саксонская почта повторила рисунок баварской «Чёрной единицы».
Эскиз марки был разработан гравёром И. Б. Хиршфельдом (J. B. Hirschfeld). Рисунок был вырезан на дереве (способом ксилографии), с него сделали 20 свинцовых отливок и печатали листы марок ручным прессом.
Марка была выпущена 1 июля 1850 года; по другим данным — 29 июня 1850 года. Отпечатана типографским способом в Лейпциге фирмой «Хиршфельд». Название «Саксонская тройка» ввели в оборот почтовые служащие Саксонии.

## Филателистическая ценность

### Редкость
Хотя тираж марки по тем временам был достаточно высок (500 тысяч), впоследствии она стала одной из самых редких и знаменитых марок старой Германии. Марки предназначалась в основном для пересылки бандеролей с газетами, поэтому наклеивались на упаковку, скрепляя упаковочную ленту. При удалении ленты они неизбежно оказывались разорванными и уничтожались. Поэтому в филателистических коллекциях «Саксонская тройка» зачастую встречается в реставрированном состоянии. Отдельные марки в каталоге «Михель» оцениваются, в зависимости от цвета, от 4000 до 18 000 евро.
Из всего тиража 463 118 марок были проданы, а остаток — 36 882 экземпляра — уничтожен почтой после изъятия марок из обращения. По данным филателистической литературы, до наших дней сохранилось не более 3—5 тысяч прошедших почту «Саксонских троек», в том числе уникальная полоска из пяти марок.

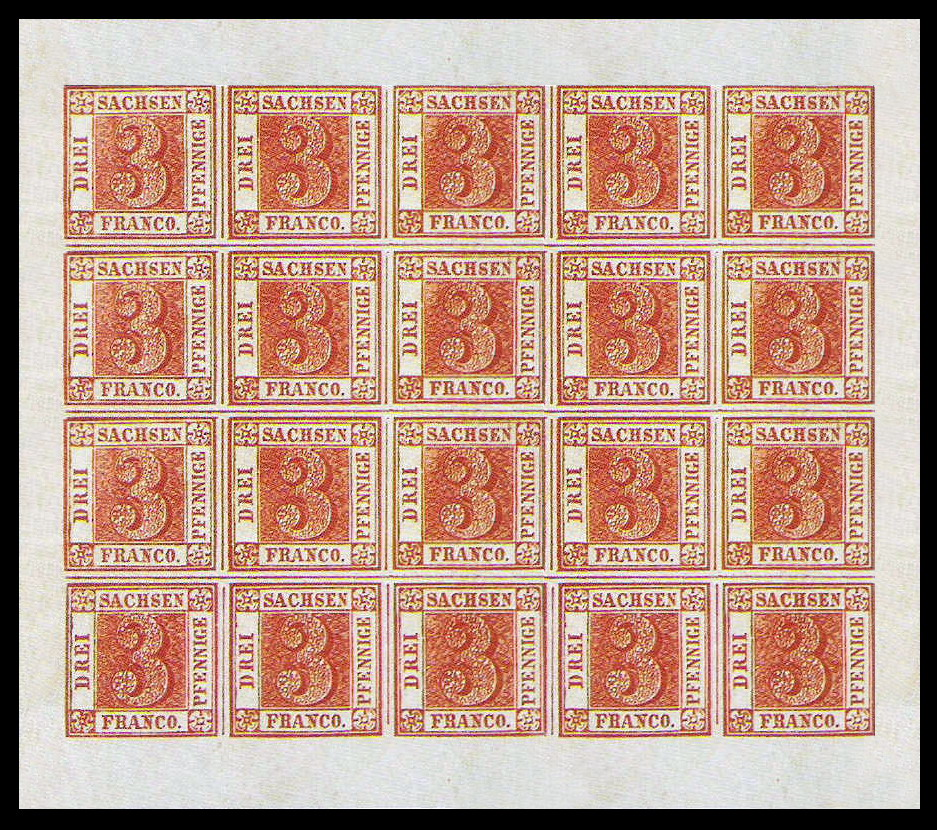
Типографский лист из 20 марок
«Саксонская тройка» (реконструкция)

Более 50 экземпляров «саксонских троек», главным образом на письмах и бандеролях, находятся в коллекции Кнаппа. Эта коллекция принадлежит филателистической династии Кнапп (Германия), которые на протяжении трёх поколений занимались её составлением. Собрание Кнаппа было удостоено высшей награды на Всемирной филателистической выставке «Прага-1968»

### Типографский лист
Ещё более уникален сохранившийся полный нештемпелёванный типографский лист. Его происхождение овеяно легендами. По одной из них, лист был найден приклеенным к деревянной балке в старом крестьянском доме, где раньше размещалась почтовая станция; по другой — работник маленького почтамта в Айбенштоке обнаружил его на деревянной балке чердака; по третьей версии, лист был найден в Дрездене приклеившимся к почтовому стеллажу при переезде саксонского почтамта в новое помещение в 1870 году. Лист получил сильные повреждения при отделении от предмета, к которому был приклеен. В таком виде лист долго не находил покупателей, пока его не приобрёл за гроши какой-то мелкий торговец.
Следующий покупатель, венский торговец марками Зигмунд Фридль, заплатив за лист десятикратную сумму и отреставрировав, продал его знаменитому коллекционеру Филиппу Феррари уже за тысячу марок. После распродажи коллекции Феррари, вскоре после Первой мировой войны, лист «Саксонской тройки» достался американскому миллионеру Артуру Хинду (1856—1933). После смерти последнего раритет был приобретён известным французским коллекционером Морисом Буррусом, который не признавал реставрированных марок и вернул лист в первоначальное состояние. В последующем знаменитый лист перепродавался в 1964, 1966 и 1971 годах, постоянно возрастая в цене.

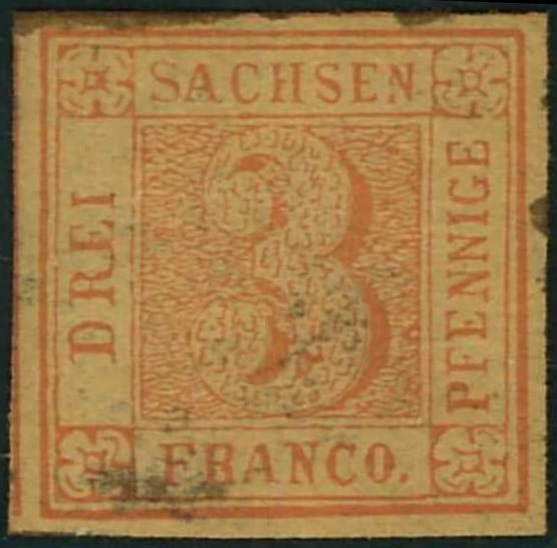
Одна из подделок

## Фальсификации
Известны подделки первых марок Саксонии, которые были впервые указаны в «Чёрной книге филателии» Пауля Литцова (Paul Lietzow), опубликованной в 1879 году. Существует много ранних и поздних подделок «Саксонской тройки», а среди фальсификаторов называются Жан де Сперати, Франсуа Фурнье, Освальд Шрёдер, Энгельхардт Фоль (Engelhardt Fohl), Петер Винтер и др.

## Память
При изготовлении в 1900 году марки компании «Dresdner Verkehrs-Anstalt Hansa» — одной из местных почт Дрездена — был использован рисунок «Саксонской тройки», только надпись по верхнему краю была изменена на «DRESDEN» вместо «SACHSEN» (Mi #114). Известен конверт от 19 марта 1900 года, франкированный полоской из пяти таких марок, который является большой редкостью. Сам выпуск городской почты был приурочен к 50-летию появления первой саксонской марки.
«Саксонская тройка» неоднократно попадала на почтово-благотворительные и коммеморативные выпуски ГДР, ФРГ и объединённой Германии, будучи запечатлённой в виде «марки на марке».

«Саксонская тройка» на немецких памятных выпусках
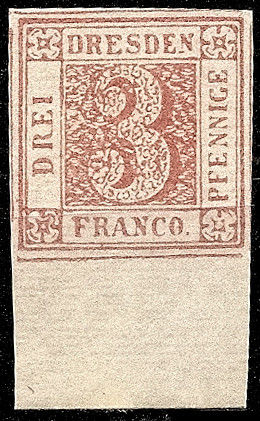
Марка частной почты «Dresdner Verkehrs-Anstalt Hansa» в честь 50-летия «Саксонской тройки», 1900 (Mi #114)
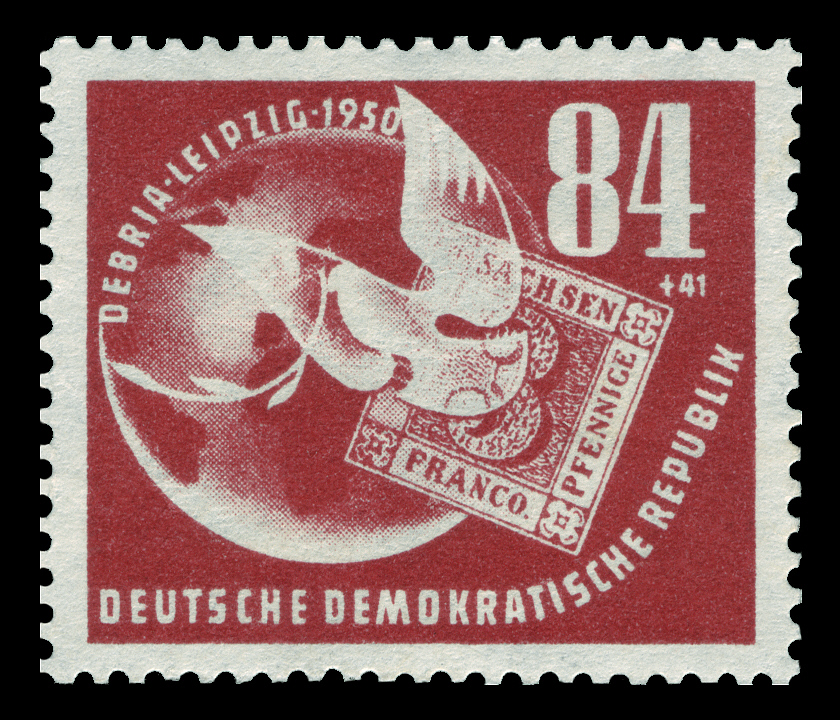
ГДР (1950): полупочтовая марка по случаю филателистической выставки DEBRIA в Лейпциге (Mi #260)
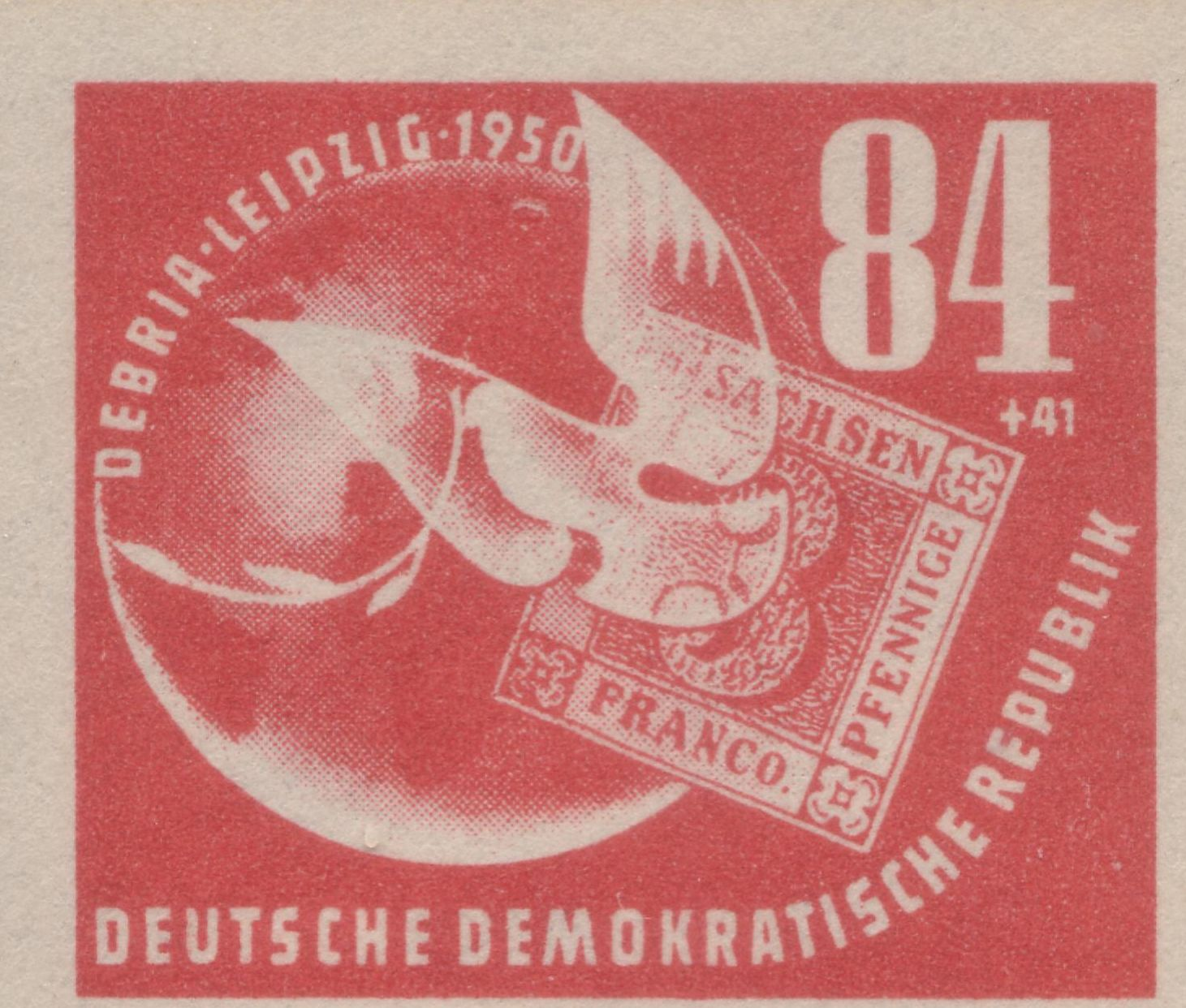
То же, беззубцовый вариант (Mi #272)
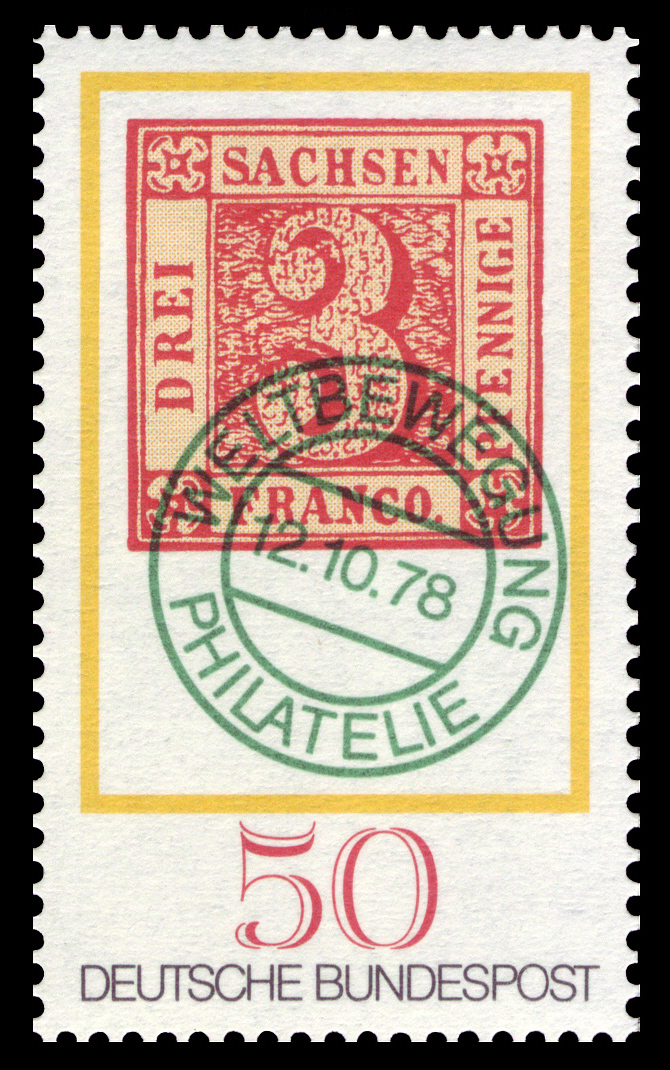
ФРГ (1978): «День почтовой марки» (Mi #981)
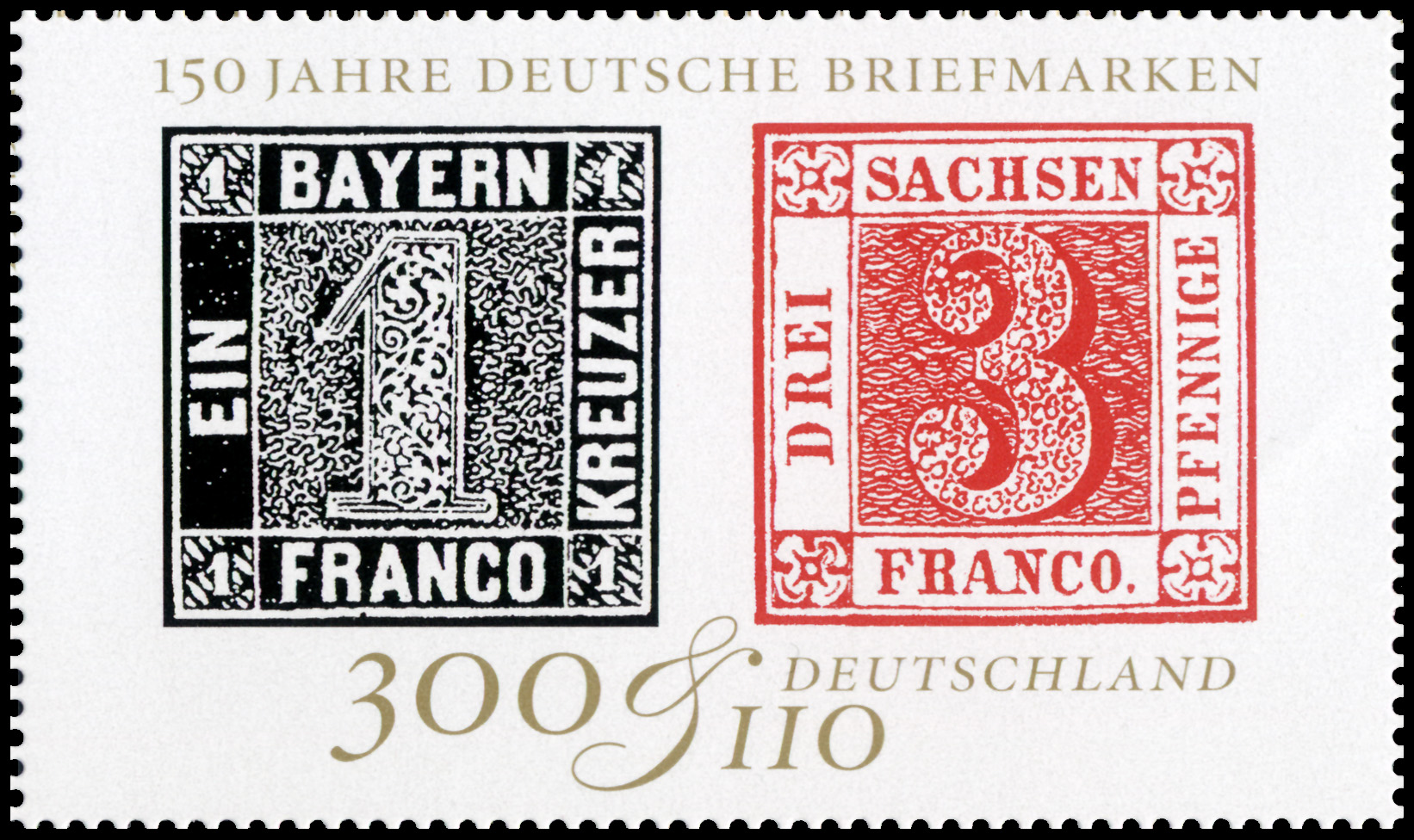
Германия (1999): полупочтовая марка в честь 150-летия первой немецкой почтовой марки — баварской «Чёрной единицы» (Mi #2041)

Перипетии создания и обнаружения «Саксонской тройки» легли в основу одного из сюжетов криптоисторического произведения «Совершенно секретно» одесского автора Александра Бирюка.